# Werner Fischer Nielsen
Werner Fischer Nielsen, född 1953, är en dansk kyrkoherde, författare och kompositör.

### Översättningar
- 2002 - Det fædrene ophav.[3]

- 2005 - Alverdens helgener.[4]

- 2016 - Legenden om juleroserne.[5]

### Psalmer
- Du Skaparande.[1]